# Föräldrabalken
Föräldrabalken är en svensk lag som behandlar rättsförhållandet mellan föräldrar och barn. Föräldrabalken trädde i kraft 1 januari 1950. 
Samtidigt upphävdes:
1. lagen den 14 juni 1917 (nr 376) om barn utom äktenskap;
2. lagen samma dag (nr 377) om äktenskaplig börd;
3. lagen samma dag (nr 378) om adoption;
4. lagen den 11 juni 1920 (nr 407) om barn i äktenskap;
5. lagen samma dag (nr 409) om makes underhållsskyldighet mot andra makens barn;
6. lagen den 27 juni 1924 (nr 320) om förmynderskap.[1]

## Föräldrabalkens kapitel
Kap 1 behandlar faderskapet till barn. Det finns ingen bestämmelse om moderskapet till barn utan här har alltid ansetts att den mer än 2 000 år gamla romerska regeln "Mater semper certa est" (Modern är alltid säker) ska gälla. Fader är enligt 1 kap 1 § i Föräldrabalken den som är gift med modern. Rätten kan dock förklara att mannen i äktenskapet inte är far enligt 1 kap 2 § Föräldrabalken. Rätt far kan sedan fastställas antingen genom så kallad faderskapsbekräftelse eller genom dom enligt 1 kap 5 § Föräldrabalken. Ett säreget fall av negativ faderskapstalan – som samtidigt innefattade något så ovanligt som en negativ moderskapstalan – avgjordes av Högsta domstolen år 2007.
Kap 2 behandlar socialnämnds medverkan vid fastställande av faderskap.
Kap 3 behandlar rättegången i faderskapsmål och om hävande av faderskap.
Kap 4 behandlar adoption av barn.
Kap 5 behandlade tidigare barnets namn men detta kapitel har ersatts av namnlagen.
Kap 6 behandlar vårdnad om barn. Enligt huvudregeln i 6 kap 3 § Föräldrabalken ges endast gemensam vårdnad för båda föräldrarna när paret är gifta, är man ogift så går automatisk ensam vårdnad till mamman även om faderskapsbekräftelse finns (gemensam vårdnad måste ansökas tillsammans med samtycke från mamman, annars måste fadern väcka talan i domstol genom stämningsansökan).
Med vårdnad avses det juridiska ansvaret. Barnets bästa ska vara avgörande för alla beslut i enlighet med FN:s barnkonvention.
Kap 7 behandlar underhållsskyldighet. Föräldrarna ska svara för underhåll åt barnet efter vad som är skäligt med hänsyn till barnets behov och föräldrarnas samlade ekonomiska förmåga.
Kap 9 behandlar underårigs omyndighet. Den som är under arton år är underårig och får inte själv råda över sin egendom.
Kap 10 reglerar förmyndare. Huvudregeln är att om barn som står under vårdnad av bägge föräldrarna är dessa förmyndare.
Kap 11 behandlar när god man eller förvaltare ska utses. Om någon på grund av sjukdom, psykisk störning, försvagat hälsotillstånd eller liknande förhållande behöver hjälp med att bevaka sin rätt, förvalta sin egendom eller sörja för sin person, skall rätten förordna god man. Om personen är ur stånd att vårda sig eller sin egendom ska istället förvaltare förordnas av domstol.
Kap 12 behandlar gode mäns och förvaltares skyldigheter.
Kap 13 handlar om föräldrars förvaltning och kontroll av den.
Kap 14 behandlar vården av barnets egendom med mera.
Kap 15 behandlar det fall då barnet har del i dödsbo.
Kap 16 handlar om tillsyn över förmyndares, gode mäns och förvaltares verksamhet. Tillsynen utövas av överförmyndaren för den kommun där den som har förmyndare, god man eller förvaltare är folkbokförd.